# Rabat (bosbouw)

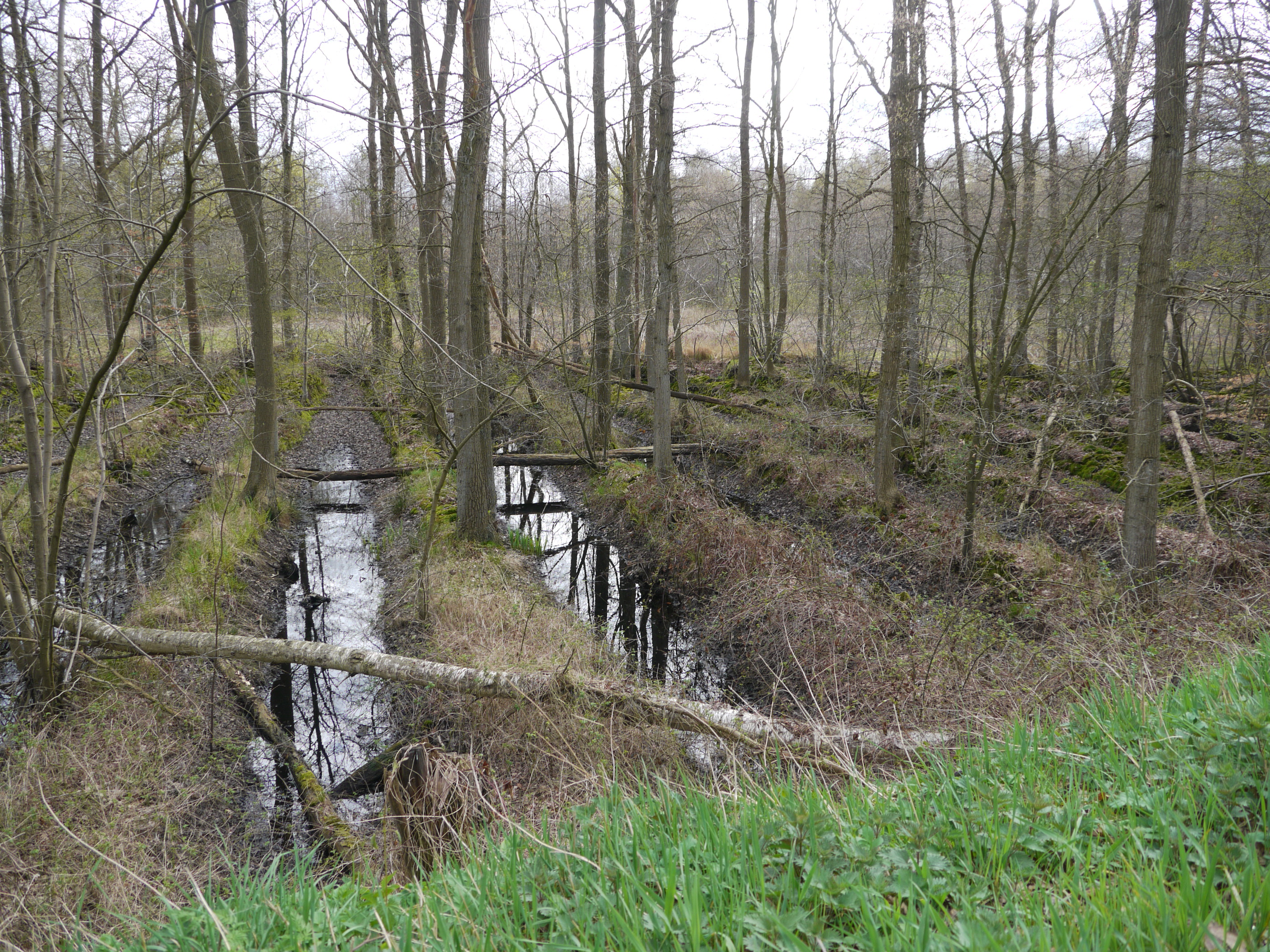
Rabattenbos

Rabatten zijn langwerpige ophogingen die gelegen zijn tussen greppels. De grond die uit de greppels afkomstig is wordt gebruikt om het rabat mee op te hogen. Het is niet precies bekend wanneer bosbouw op rabatten voor het eerst is toegepast, maar in 1799 werd de methode reeds vermeld.
De methode wordt in de bosbouw toegepast om in drasse gebieden droge stroken grond te verkrijgen waarop dan bomen geplant kunnen worden. De greppels dienen ter ontwatering. Rabatten zijn maar enkele meters breed doch kunnen tientallen meters lang zijn, er liggen meestal vele greppels naast elkaar in een op rabatten aangelegd bos.
Bosbouw op rabatten is niet aan een bepaalde boomsoort gebonden maar is geschikt voor uiteenlopende bomen zoals naaldbomen, eikenhakhout of populieren. Rabatten worden soms als boomgaard of griend gebruikt. Tijdens de economische crisis in de jaren 1930 werden werklozen ingezet om de rabatten aan te leggen als werkgelegenheidsproject.
Veel productiebossen die ooit op rabatten zijn aangelegd krijgen in de 21e eeuw een meer natuurlijk beheer, waarbij de rabatten langzaam verdwijnen. Wanneer de bomen zijn uitgegroeid zijn de rabatten vaak minder noodzakelijk. Ook is de grondwaterpeil in de eenentwintigste eeuw dikwijls eerder te laag dan te hoog.
Oranje-blauwe zwemmende geraamtes, een soort kieuwpootkreeftjes, gedijen in rabatsloten. Ze profiteren van de specifieke omstandigheden zoals beschaduwing en tijdelijke droogval.